# Hendrik Daniël van Hoorn
Hendrik Daniël van Hoorn, né le 7 décembre 1731 à Amsterdam et mort le 11 mai 1802 à 's-Graveland, est un homme politique néerlandais.

## Biographie
Van Hoorn est issu d'une modeste famille de régents de Hollande. Son père était raffineur de sucre et échevin d'Amsterdam. Diplôme en droit à l'université de Harderwijk en novembre 1756, il s'installe peu après comme notaire à Amsterdam. Il participe à la Révolution batave aux côtés des patriotes dans les années 1780 et est contraint à l'exil en France après la restauration orangiste en septembre 1787. Comme de nombreux patriotes bataves, il s'installe à Saint-Omer et rentre au comité révolutionnaire batave en 1792.
Après la révolution de 1795, il rentre à la municipalité d'Amsterdam en juin 1795 puis est élu député d'Amsterdam à la première assemblée nationale batave le 27 janvier 1796.